# کمیته المپیک پرو
کمیته المپیک پرو (انگلیسی: Peruvian Olympic Committee) یک سازمان ورزشی است که نماینده کشور پرو در کمیته بین‌المللی المپیک می‌باشد.
این سازمان که در سال ۱۹۲۴ تأسیس شده مسئول آماده‌سازی و اعزام ورزشکاران به بازی‌های المپیک، بازی‌های المپیک جوانان و بازی‌های پان امریکن است.